# Boat Trip
Boat Trip, ou Croisière en folie au Québec, est un film germano-américain réalisé par Mort Nathan, sorti en 2002.

## Synopsis
Jerry et Nick ont des vies amoureuses des plus chaotiques. Les deux amis décident alors d'entreprendre une croisière à bord d'un magnifique paquebot pour échapper à leurs malheurs et enfin trouver l'amour.
L'agent de voyage secrètement gay, dont le petit ami a fait les frais des moqueries de Nick, décide de se venger en envoyant les deux comparses dans une croisière réservée aux homosexuels!

## Fiche technique
- Titre : Boat Trip
- Titre québécois : Croisière en folie
- Réalisateur : Mort Nathan
- Scénario : William Bigelow et Mort Nathan
- Photographie : Shawn Maurer (en)
- Pays de production :  États-Unis,  Allemagne
- Langue : anglais
- Format : 1,85:1
- Genre : Comédie
- Durée : 94 minutes
- Dates de sortie :
  - Royaume-Uni : 4 octobre 2002
  - Canada : 21 mars 2003
  - États-Unis : 21 mars 2003
  - France : 12 juillet 2005 (DVD)

## Distribution
Légende Version Québécoise (V.Q.)
- Cuba Gooding Jr. (V.F. : Thierry Desroses ; V.Q. : Pierre Auger) : Jerry Robinson
- Horatio Sanz (en) (V.F. : Jérôme Pauwels ; V.Q. : Stéphane Rivard) : Nick Ragoni
- Roselyn Sanchez (V.Q. : Catherine Proulx-Lemay) : Gabriella
- Vivica A. Fox (V.Q. : Hélène Mondoux) : Felicia
- Maurice Godin (V.Q. : Benoit Éthier) : Hector
- Roger Moore (V.F. : Pierre Hatet ; V.Q. : Denis Mercier) : Lloyd Faversham
- Lin Shaye (V.Q. : Chantal Baril) : Sonya
- Victoria Silvstedt (V.Q. : Viviane Pacal) : Inga
- Ken Hudson Campbell (V.Q. : Jacques Lavallée) : Tom
- Zen Gesner (V.Q. : Patrice Dubois) : Ron